# Quint Manli Vulsó Capitolí
Quint Manli Vulsó Capitolí (en llatí: Quintus Manlius A.f. Vulso Capitolinus) va ser un polític i militar romà. Formava part de la gens Mànlia, i era germà d'Aulus Manli Vulsó Capitolí.
L'any 396 aC va ser elegit Tribú amb potestat consular amb Publi Licini Calvus Esquilí el Jove, Publi Meli Capitolí, Gneu Genuci Augurí, Luci Atili i Luci Titini Pansa Sac.
L'exèrcit romà assetjava la ciutat de Veios, i Luci Titini i Gneu Genuci es van dirigir contra els faliscs i els capenats, però van ser sorpresos en una emboscada. Gneu Genuci va morir lluitant i Titini va aconseguir fugir amb els supervivents. Aquesta derrota va desmoralitzar els que assetjaves Veios i alguns van retornar a Roma. Titus Livi diu:
| «                                       | Encara havien arribat notícies més alarmants a Roma: el campament davant de Veios ja estava assetjat i columnes d'enemics disposats a lluitar ara marxaven cap a Roma. Hi va haver una caòtica afluència de gent a les muralles. Les matrones, que eren cridades des de les seves cases per la por general, van córrer cap als temples per dirigir oracions i súpliques als déus | » |
| — Titus Livi. Ab Urbe Condita, V, 2, 18 | |   |

.
Llavors es va nomenar dictador a Marc Furi Camil que va aconseguir restablir la calma a la ciutat i a l'exèrcit, i, amb tropes de refresc va aconseguir ocupar Veios, després de deu anys de setge. Titus Livi no anomena Quint Manli Vulsó Capitolí entre els tribuns amb potestat consular d'aquell any, però el seu nom es troba als Fasti.